# Varennes-Changy
Varennes-Changy é uma comuna francesa na região administrativa do Centro, no departamento Loiret. Estende-se por uma área de 29,98 km². Em 2010 a comuna tinha 1 518 habitantes (densidade: 50,6 hab./km²).